# Margaryna

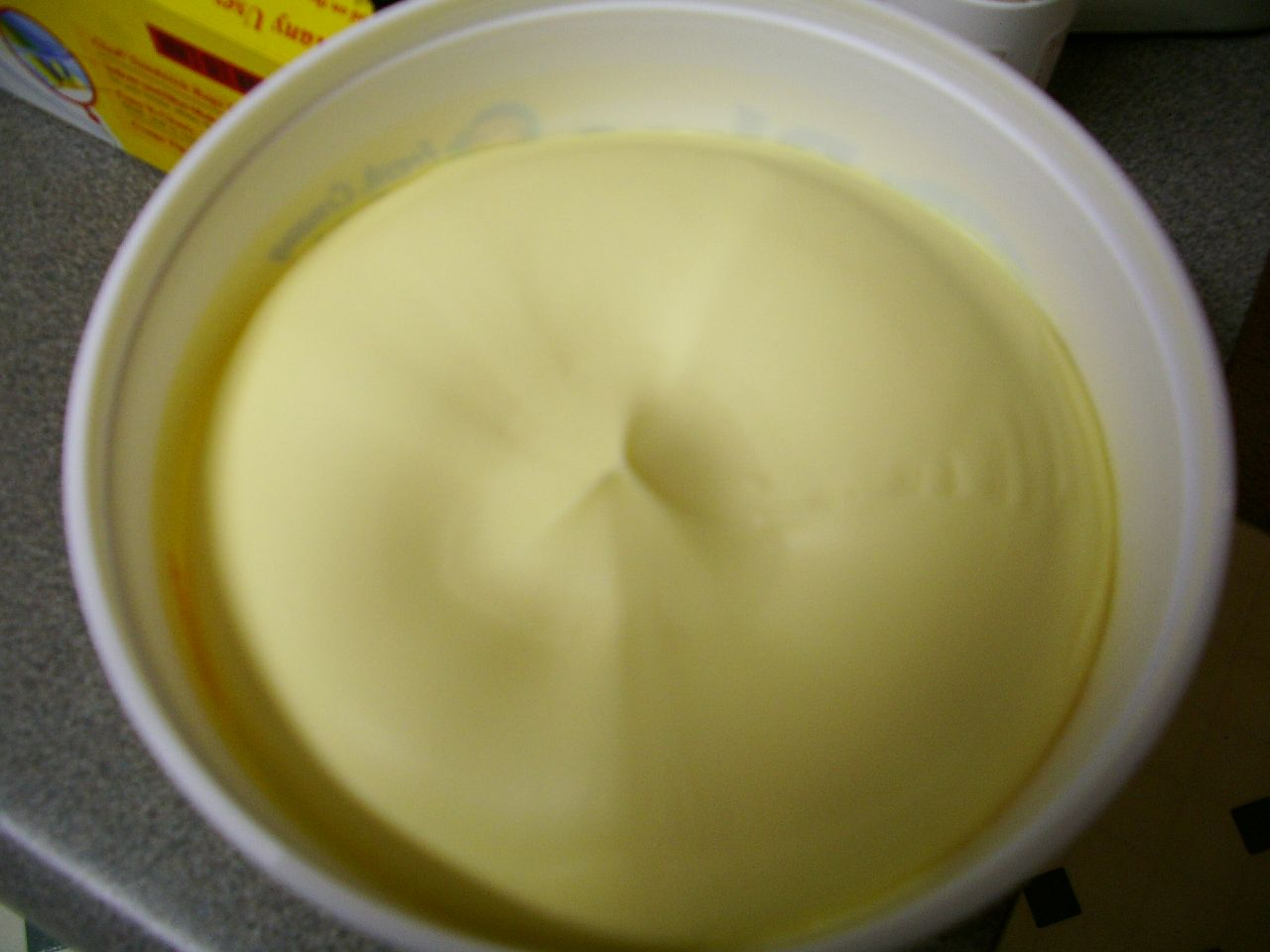
Margaryna do smarowania pieczywa

Margaryna – produkt spożywczy należący do tłuszczów jadalnych. Jest to emulsja tłuszczowo-wodna wytwarzana współcześnie głównie poprzez katalityczne uwodornienie płynnych olejów roślinnych (rzepakowego, sojowego, palmowego, arachidowego i innych). Zawartość tłuszczu w margarynie wynosi 40–80%. Jako półsyntetyczny produkt pochodzenia roślinnego nie zawiera cholesterolu. W zależności od składu ma konsystencję miękką (dostępna w handlu w pojemnikach z tworzyw sztucznych) lub twardą (sprzedawana w kostkach).
Produkt o nazwie margaryna (lub oleomargaryna) wyprodukował po raz pierwszy francuski chemik Hippolyte Mège-Mouriès w 1869 roku, w odpowiedzi na konkurs na zamiennik masła ogłoszony przez Napoleona III. Był to produkt wytwarzany z łoju wołowego, który rozdzielano na frakcje w procesie krystalizacji, a następnie przeprowadzano w emulsję z wodą i mlekiem.
Produkcja margaryny z ciekłych tłuszczów roślinnych została wprowadzona po odkryciu przez Wilhelma Normanna metody ich utwardzania przez uwodornienie (patent GB 1515, 1903). Obecnie najczęściej stosowanym katalizatorem tej reakcji jest nikiel.

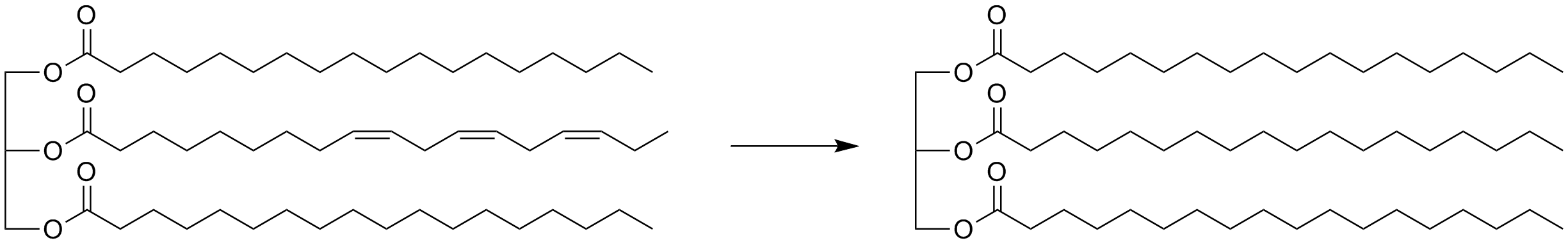
Przykład uwodornienia cząsteczki lipidu

Drugą metodą modyfikacji właściwości tłuszczów przy produkcji margaryny jest interestryfikacja, podczas której następuje wymiana reszt kwasów tłuszczowych w obrębie jednej lub pomiędzy różnymi resztami glicerolu:

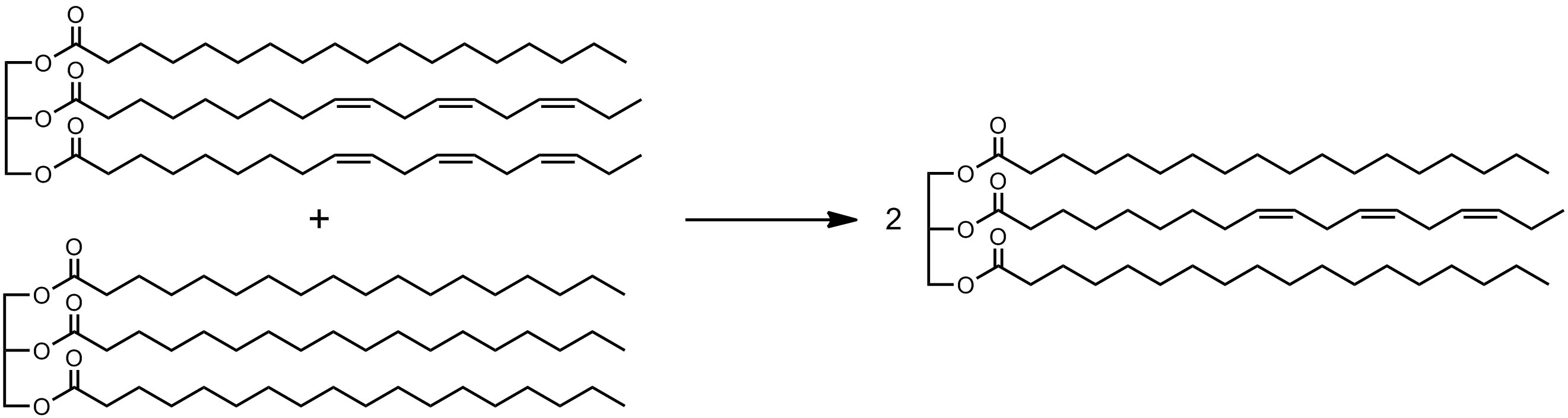
Przykład interestryfikacji pomiędzy dwiema cząsteczkami lipidów

Proces ten także został opisany przez Normanna (w latach 20. XX w.), jednak w wersji wysokotemperaturowej, która wykluczała go z zastosowań w przemyśle spożywczym. W roku 1948 E.W. Eckey opracował metodę katalityczną interestryfikacji, w której proces przebiega w ciągu kilku minut w temperaturze 60 °C, co umożliwiło zastosowanie praktyczne.
Część obecnie produkowanych margaryn zawiera tłuszcze trans w ilości <1%, w porównaniu masło zawiera ich do 3% (występujących naturalnie w mleku).
Margaryna twarda stosowana jest jako tłuszcz do wyrobów kulinarnych (np. do smażenia i pieczenia), natomiast margaryna miękka jako tłuszcz do smarowania pieczywa. Te ostatnie wzbogacane są zwykle w witaminy A i D3 (nieobecne w olejach roślinnych). Margaryny miękkie, w przeciwieństwie do masła, nie twardnieją silnie w obniżonej temperaturze.
W handlu dostępne są także mieszanki margaryny z masłem. Margaryny twarde z dodatkiem masła zawierają go zwykle około 1%.
W Polsce margaryny produkowane są m.in. przez Zakłady Tłuszczowe Bielmar, Zakłady Przemysłu Tłuszczowego w Warszawie, Zakłady Tłuszczowe Kruszwica oraz Unilever.
W kilku badaniach wykazano, że spożycie 2 g stanoli i steroli dziennie dodawanych do niektórych margaryn obniża poziom LDL o 10%.
Nazwa margaryna jest zastrzeżona dla produktu o określonej zawartości tłuszczów roślinnych lub zwierzęcych (80–90% dla margaryny, 60–62% dla margaryny o zawartości 3/4 tłuszczu, 39–41% dla margaryny półtłustej), z których tłuszcz mleczny stanowi najwyżej 3%. Analogiczny produkt o zawartości tłuszczu 62–80%, 41–60% lub poniżej 39% nosi nazwę tłuszcze do smarowania X %.